# 피엔케이피부임상연구센타
P&K피부임상연구센타(영어: P&K Skin Research Center)는 대한민국의 피부인체적용시험 기업이다.

## 같이 보기
- 대봉엘에스